# پرنده بلند پرواز
پرنده بلند پرواز (انگلیسی: High Flying Bird) یک فیلم ورزشی به کارگردانی استیون سودربرگ محصول سال ۲۰۱۹ کشور ایالات متحده آمریکا است. توزیع‌کننده این فیلم نتفلیکس بوده‌است.